# Brzoza nadrzeczna
Brzoza nadrzeczna (Betula nigra L.) – gatunek drzewa należącego do rodziny brzozowatych. Naturalnie występuje we wschodniej części Ameryki Północnej.

## Morfologia

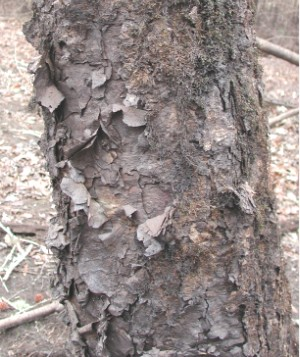
Kora

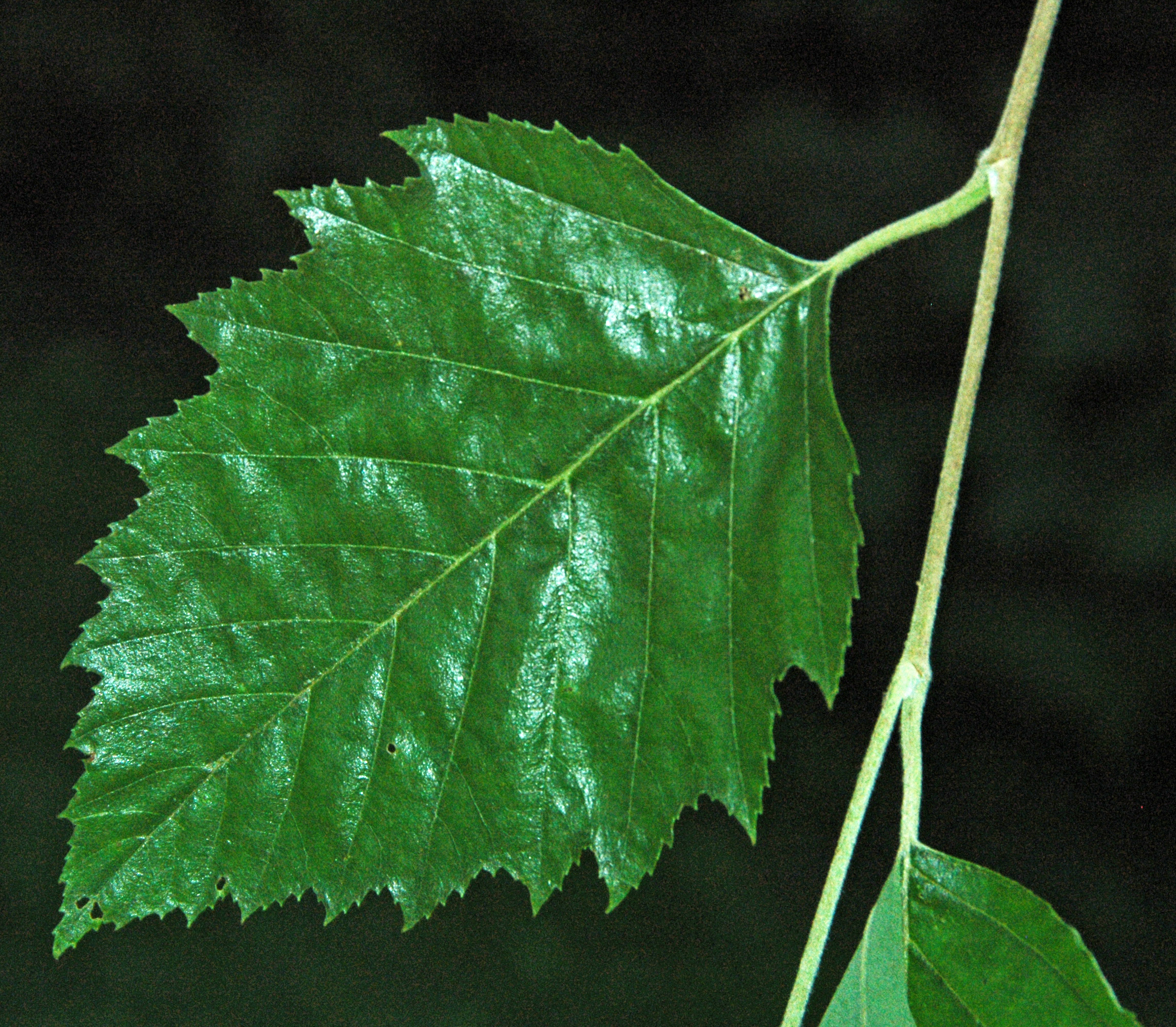
Liść

PokrójDorasta do 16 m wysokości. Gałęzie są rozłożyste z opadającymi końcowymi odcinkami.
KoraU młodych drzew kremowa, z wiekiem staje się rdzawa lub niemal czarna. Łuszczy się dużymi płatami.
PędyZwykle owłosione.
LiścieDługie do 10 cm. Brzeg liścia jest podwójnie ząbkowany o zaokrąglonych ząbkach. Blaszka liściowa od spodu i ogonki liściowe są owłosione.
KwiatyZebrane w kwiatostany zwane kotkami.

## Synonimy
Uznawaną za ważną nazwą naukową dla brzozy nadrzecznej jest Betula nigra L. Jednak ten gatunek posiada liczne synonimy:
- Betula americana Buchoz
- Betula lanulosa Michx.
- Betula nigra var. parvifolia Regel
- Betula rubra F.Michx.